# 趙偉仁
趙偉仁，JP（1970年4月13日—），香港腸胃及上消化道外科醫生，2024年通過香港中文大學任命出任香港中文大學醫學院院長。他是香港首位以「內鏡黏膜下剝離術」去治療胃癌患者的醫學界人士。藝術方面就是嶺南畫派國畫大師趙少昂的弟子。早於2000年代初，趙偉仁已跟國際醫學界接軌，鑽研微創治療。

## 背景

### 投身杏林
趙偉仁早年在九龍油尖旺區成長，家有1弟1妹。父親趙榮裕是一名普通科醫生，而任職廣華醫院護士的母親伍月柳既是鐘表業殷商孫秉樞的姨甥女，又與趙偉仁同為嶺南畫派大師趙少昂的弟子。趙本人還師承水墨畫家顧媚。趙偉仁早年就讀喇沙小學（1982年小六）及喇沙書院（1987年中五、1988年中六），自1984年開始拜趙少昂為師學習繪畫。他曾於1988年獲得1987年第13屆全港青年學藝比賽國畫項目學生組冠軍，1989年獲得1988年第14屆全港青年學藝比賽（國畫）公開組亞軍。自小受到父親影響的趙偉仁立志成為醫生。入讀大學期間曾應師兄胡志遠邀請擔任香港中文大學醫學院院會康樂主任，幫忙籌辦1990年中大醫學院迎新營。
當他在1994年從醫學院畢業後（修讀期為1988年至1994年），他分別任職於基督教聯合醫院和威爾斯親王醫院。及至2000年到新加坡參加世界微創外科學會雙年會期間，他認識了日本胸腔外科教授井上晴洋。席間他從井上氏發表關於內鏡黏膜切除術（EMR）的報告中，了解到可以運用微創手術作為將來治療上消化道外科疾病的方向。於是他於2003年前往日本昭和大學橫濱市北部病院學習使用「內鏡黏膜下剝離術」（ESD），為期3個月。又曾到美國學習如何診斷和治療早期胃癌。後來，趙偉仁得到井上晴洋允許，把所學的剝離術引進香港醫學界，並於2004年成為首位使用此技術兼引入相關儀器，為香港患有早期胃腸癌病人進行治療的醫生。
趙偉仁所用、點對點去除腫瘤的內鏡黏膜下剝離術可避免開腹製造體外切口，使胃部能夠得以保留，與此同時不影響腸胃功能。不過礙於手術難度高，剝離術尚未可全面取代傳統的、把部分胃部切除的開腹手術。
2005年，趙偉仁加入中文大學醫學院出任外科學系副教授。2009年取得其醫學博士學位。他到了2010年升任外科學系教授，2011年兼任香港中文大學賽馬會微創醫療技術培訓中心主任（2021年離任），2013年晉升為助理院長（外務）。2014年在周毓浩創新醫學技術中心成立未幾，他兼任主任一職。其後於2017年，趙偉仁創立 Upper GI International Robotic Association。隨著其醫學成就受到認同，趙偉仁於2020年被擢升為醫學院副院長（外務）。而因應陳家亮有意卸任醫學院院長崗位，中文大學校董會便在2022年展開遴選程序。最終在2023年12月通過決議，委任趙偉仁為醫學院院長。上任院長前，趙偉仁身兼醫學院院務及策劃處處長、外科學系上消化道外科及代謝外科教授及主任、InnoHK醫療機械人創新技術中心主任（2020年至今）、中大消化疾病研究所內鏡中心總監以及香港中文大學何善衡腸胃健康中心研究員與教授數職。履新後則於2024年4月出任信興教育及慈善基金機械人外科教授。
雖然公務繁忙，趙偉仁本身仍然兼顧政府醫院院務 ─ 擔任醫院管理局新界東聯網內鏡中心總監及上消化道外科及代謝外科主任。他每逢星期日也會以身作則，到威爾斯親王醫院巡房，以紓緩公立醫院人手不足所帶來的壓力。2018年任該院設立的內鏡中心主任至今。

### 醫學成就
趙偉仁主要研究的領域有食道癌治療、以微創機械人進行食管切除手術、上消化道內鏡手術以及腔內手術。他亦以新型內鏡技術診斷和治療早期胃腸癌。另外，他受到鍾尚志在2000年提出的「內鏡縫合器」念頭啟發，自對方辭任醫學院院長之後繼續與鍾氏成立的內鏡治療團隊承先啟後。為了推動醫療機械人在醫學工程方面的發展，他先協助成立周毓浩創新醫學技術中心，然後聯同中文大學機械與自動化工程學系教授歐國威申請政府「InnoHK創新香港研發平台」資助，成立亞洲首個手術機械人臨床實驗基地 ─ InnoHK醫療機械人創新技術中心。
由2005年加入醫學院至今，作為微創手術推手的趙偉仁實現了不少以前醫學界未能達成的事，例如於2010年進行了香港首個經口無創內鏡食道賁門切開術（P.O.E.M.）、2011年開創全球首個利用機械人進行的胃部內鏡黏膜下剝離術、2012年至2015年在控制胃酸倒流情況的問題上取得進展，與內科及外科團隊為病人成功植入當時為新技術的「脈衝產生器」（食道電激儀）。其他例子尚有：2014年完成亞洲首宗為胃輕癱病人植入「胃起搏器」的手術、2019年與外科學系同事完成全球第一個多專科單孔微創機械人手術臨床研究、2020年完成了全球首宗由機械人輔助進行的大腸內鏡黏膜下剝離術等等。他於2021年更研發出能夠突破當年儀器限制，可在人體內快速傳輸的「生物合成軟體微型機械人」，藉此醫治發生於狹窄且迂迴曲折腔道內的消化道疾病。
而國際上，趙偉仁是上消化道外科的知名人物。以往他屢獲一些具影響力的中外殊榮，當中計有國家科學技術進步獎（2007年，與沈祖堯、陳家亮、鍾尚志等人獲頒）、美國消化疾病周（Digestive Disease Week）最優秀論文摘要（2011年）、美國胃腸內鏡學會（American Society for Gastrointestinal Endoscopy）Champion of the World Cup of Endoscopy（2012年）、國家教育部高等學校科學研究優秀成果獎 - 科技進步獎二等獎（2012年）、中華醫學會內鏡學分會傑出貢獻獎（2015年）、亞太消化疾病周  Journal of Gastroenterology and Hepatology Foundation Emerging Leader Lectureship Award（2016年）、首屆全球華人傑出青年（2016年，與魔術師甄澤權、台灣畫家白宗仁等30名人士一同獲選）、第47屆瑞士日內瓦國際發明展評判嘉許特別金獎（2019年）、第8屆香港精神獎 — 創新為社群獎（2020年，由其大學同窗、整形外科專科醫生彭志宏提名））、第49屆日內瓦國際發明展兩項銅獎（2021年）和醫院管理局傑出團隊獎（威爾斯親王醫院內鏡團隊，2021年）、倫敦帝國學院哈姆林醫療機械人研討會「卡爾史托斯-哈羅德霍普金斯金內鏡獎」（Karl-Storz-Harold Hopkins Golden Telescope Award，2023年）和第51屆日內瓦國際發明展評判嘉許特別金獎、金獎及兩項銀獎（2023年）。2025年獲政府委任為太平紳士。

### 參與公職
踏入2010年代中期，趙偉仁陸續接受公職委任，先後應邀出任醫療衞生研究基金研究局及研究奬學金評審委員會當然成員、創新科技署創新及科技基金研究項目評審委員會委員（2020年代起至今）、科技園轉化研究所生物醫藥科技培育計劃評審委員會委員、醫療創新發展督導委員會委員（2024年起）及香港醫務委員會特別註冊委員會成員。他上任院長後便出任威爾斯親王醫院管治委員會委員（2024年起）及醫院管理局成員（2024年起）。

### 其他資料
除了院長職務之外，趙偉仁還有多重身份，如歐洲內鏡外科協會榮譽會員、日本內視鏡外科學會國際榮譽會員、亞洲內視鏡與腹腔鏡外科醫學會（Endoscopic and Laparoscopic Surgeons of Asia）成員（2021年至2023年任會長，2023年至2025年為委員）、世界內鏡組織（World Endoscopy Organization）外科內鏡主席（2024年至2026年）、美國胃腸內鏡學會人工智能胃腸病學研究所顧問委員會創會成員、亞洲糖尿病基金會行政會議成員、醫學期刊《Frontiers in Gastroenterology》內鏡專輯主編、馬來亞大學外審委員、香港外科醫學院委員等等。他於2001年獲得香港醫學專科學院院士（外科）及愛丁堡皇家外科醫學院（Royal College of Surgeons of Edinburgh）院士銜頭。
另一方面，趙偉仁對繪畫的興趣始於小時候想知道母親因為甚麼事而推遲晚上用膳時間，進而被她的畫作吸引而開展其藝術之路。他工餘以外曾經舉行畫展。在1990至2001年間夥同母親到深圳博物館、廣州博物館、深圳大學、韶關大學等地展出畫作。其中自己的作品「萬夥金丸綴樹頭」入選1999年第9屆全國美術作品港臺澳邀請展，其餘部份畫作則獲深圳大學和韶關大學納入收藏品之列。此外，趙偉仁於2009年首次舉辦其個人畫展。他與趙少昂結下師徒緣份的契機來自父親的人際關係。事緣其父親通過香港趙族宗親總會認識對方，本來趙偉仁打算跟隨母親學習國畫藝術，母親最後決定讓他正式向趙少昂拜師學藝。同時，因為伍月柳在一個畫展上與趙少昂的學生顧媚成為朋友，趙偉仁便能隨顧氏深造繪畫技巧。趙偉仁現時是海外中國美術家協會的理事。
從2024年起，他為《明報》撰寫專欄「俠醫仁心」。

## 個人生活
趙偉仁已婚，妻子蔡梅心是其醫學院同學。她是一名兒科專科醫生。2人婚後育有1名兒子與兩名女兒。

## 畫集
- 2009年：The Art of Dr Chiu Wai Yan Philip 趙偉仁畫集（中國文獻出版社）
- 2011年：嶺南春暉 伍月柳 趙偉仁母子畫集（香港國際創價學會為伍月柳與趙偉仁主辦聯展之作品集[78]）

## 參與節目
- 2021年：醫生與你（香港電台）[79]

## 外部連結
- 趙偉仁的Facebook專頁
- 趙偉仁專欄「俠醫仁心」，明報
- 手術刀和毛筆 兩全其美！，醫院管理局新界東醫院聯網，2023年11月10日